# Char d'Albert et Isabelle
Le char d'Albert et Isabelle est un char du cortège de la Ducasse d'Ath
Introduit dans le cortège en 1906 après avoir figuré, l’année précédente, dans le cortège du 75e anniversaire de l’Indépendance de la Belgique, à Bruxelles, il rappelle aux Athois le règne des Archiducs Albert et Isabelle. C’est à eux que la ville de Ath est redevable de son Hôtel de Ville (1614).
On y voit, outre les archiducs, une figuration d'un conseil communal du début du XVIIe siècle.
À l'issue de la Première Guerre mondiale, Albert et Isabelle ont fait place, le temps d'un cortège,  au roi Albert Ier et la reine Elisabeth, accompagnés de soldats en uniforme.
En 1930, il devint le "Char des trois rois" pour célébrer le centième anniversaire de la Belgique.

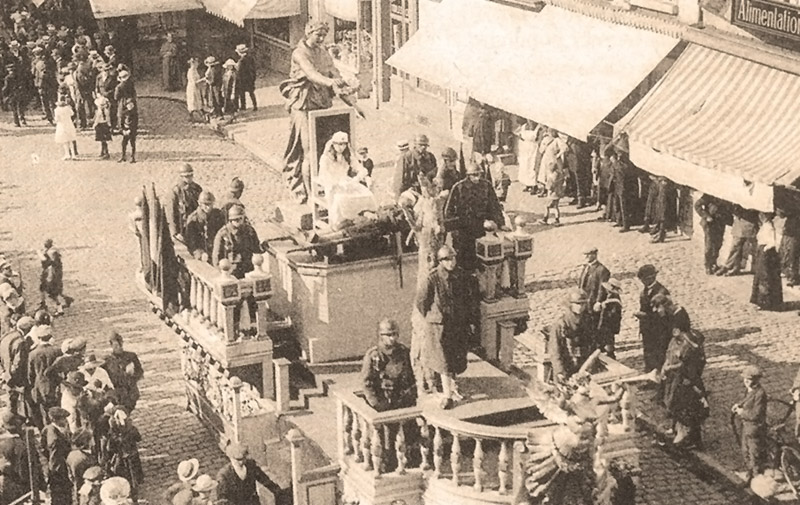
1919
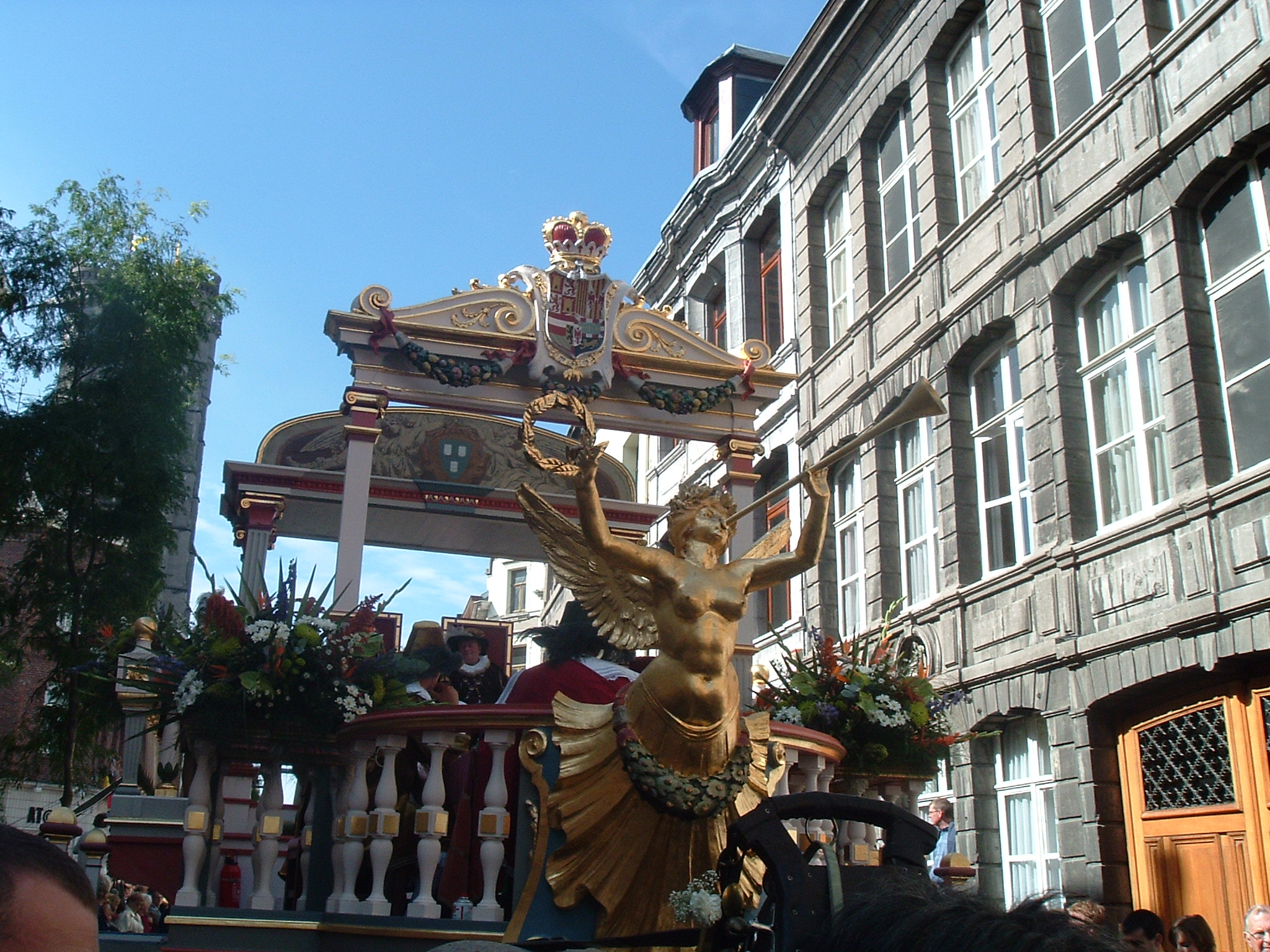
2004
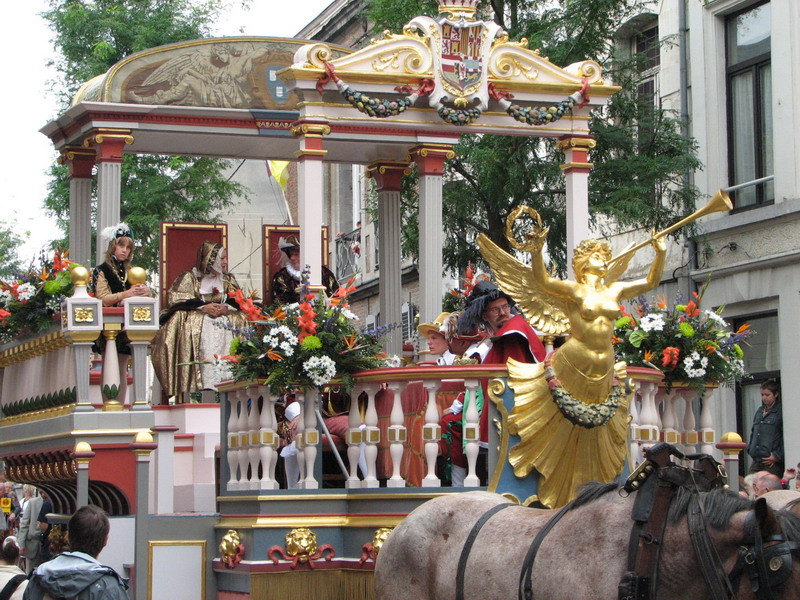
2006